# تشيستر فريزر
تشيستر فريزر (بالإنجليزية: Chester Frazier)‏ (14 أبريل 1986 ببالتيمور في الولايات المتحدة - ) هو لاعب كرة سلة أمريكي في مركز الهجوم خلفي.

## وصلات خارجية
- تشيستر فريزر على موقع كرة السلة الأوروبية.كوم (الإنجليزية)
- تشيستر فريزر على موقع كلية كرة السلة في سبورتس رفرنس.كوم (الإنجليزية)
- تشيستر فريزر على موقع ريلجم (الإنجليزية)
- تشيستر فريزر على موقع بروبوليرز (الإنجليزية)